# Spheciospongia papillosa
Spheciospongia papillosa är en svampdjursart som först beskrevs av Ridley och Arthur Dendy 1886.  Spheciospongia papillosa ingår i släktet Spheciospongia och familjen borrsvampar. Inga underarter finns listade i Catalogue of Life.